# Microdebilissa constans
Microdebilissa constans är en skalbaggsart som beskrevs av Carolus Holzschuh 2007. Microdebilissa constans ingår i släktet Microdebilissa och familjen långhorningar. Inga underarter finns listade i Catalogue of Life.